# Punta Valfredda (Alpi Pennine)
La Punta Valfredda (in Greschòneytitsch, Freidòhòre - 2.944 m s.l.m. è una montagna delle Alpi Pennine che si trova in Valle d'Aosta.

## Toponimo
In patois brussonin, il termine Val Freide indica il vallone alla testa del quale si situa questa cima.

## Caratteristiche

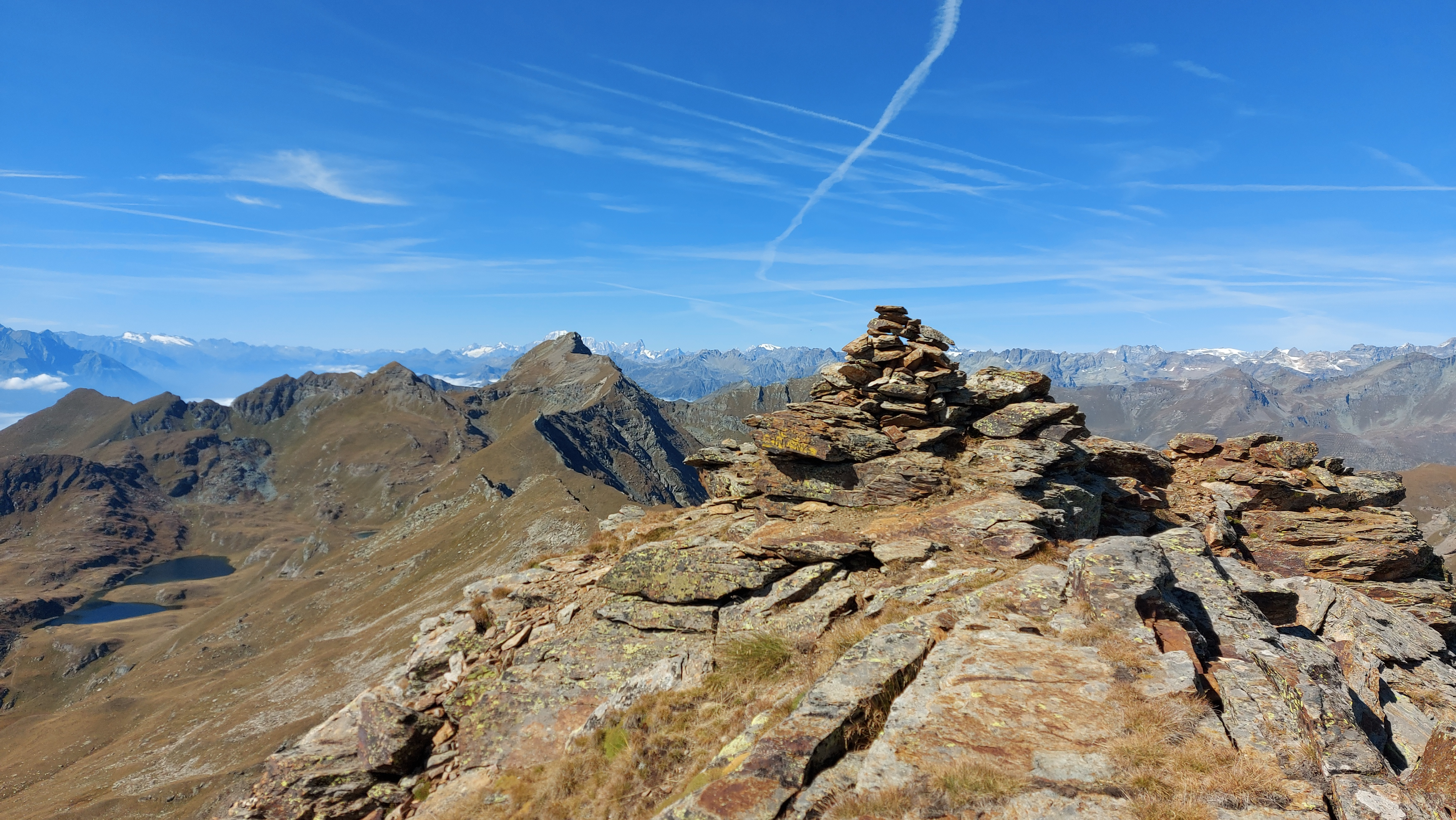
La vetta della montagna e sullo sfondo il Corno Bussola che copre il monte Bianco.

La vetta si trova tra la Val d'Ayas e la Valle del Lys e lungo la cresta che divide le due valli.
Dalla vetta si gode di un ampio panorama sulle principali vette valdostane.

## Salita alla vetta
Si può salire sulla vetta partendo dal rifugio Arp. Dal rifugio si raggiunge dapprima il colle di Valnera (2.675 m) e poi si risale la facile cresta sud della montagna.